# Paraonis juvenalis
Paraonis juvenalis är en ringmaskart som beskrevs av Hartmann-Schröder 1974. Paraonis juvenalis ingår i släktet Paraonis och familjen Paraonidae. Inga underarter finns listade i Catalogue of Life.